# DSC德爾斯

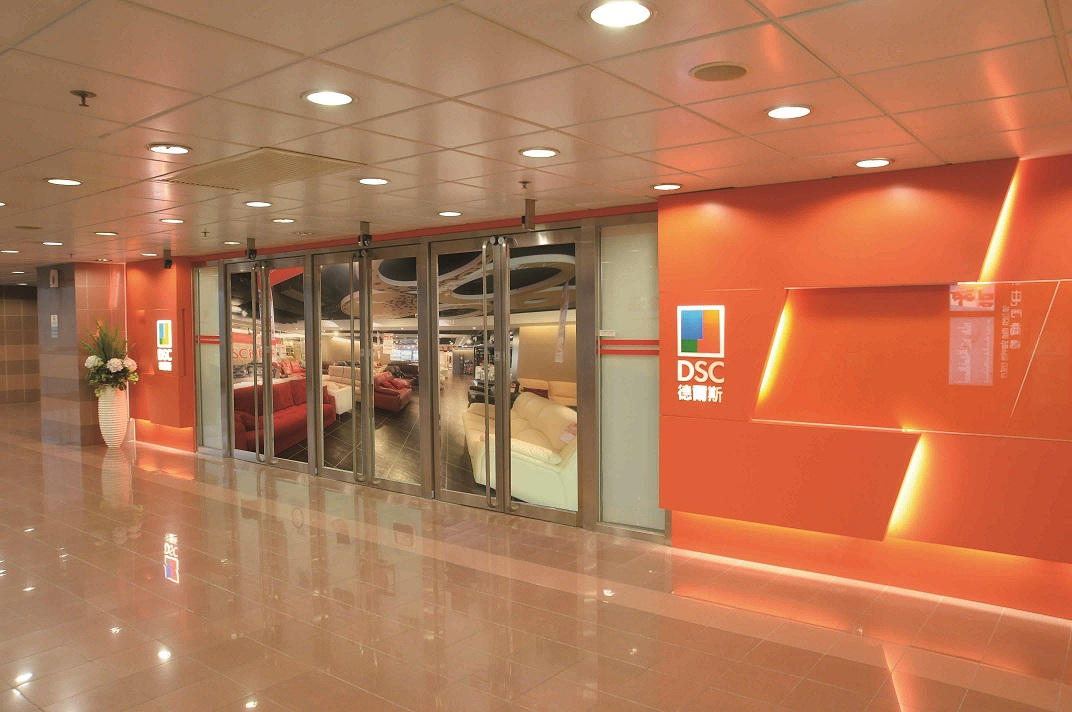
新屯門商場分店

銅鑼分店小型家電部

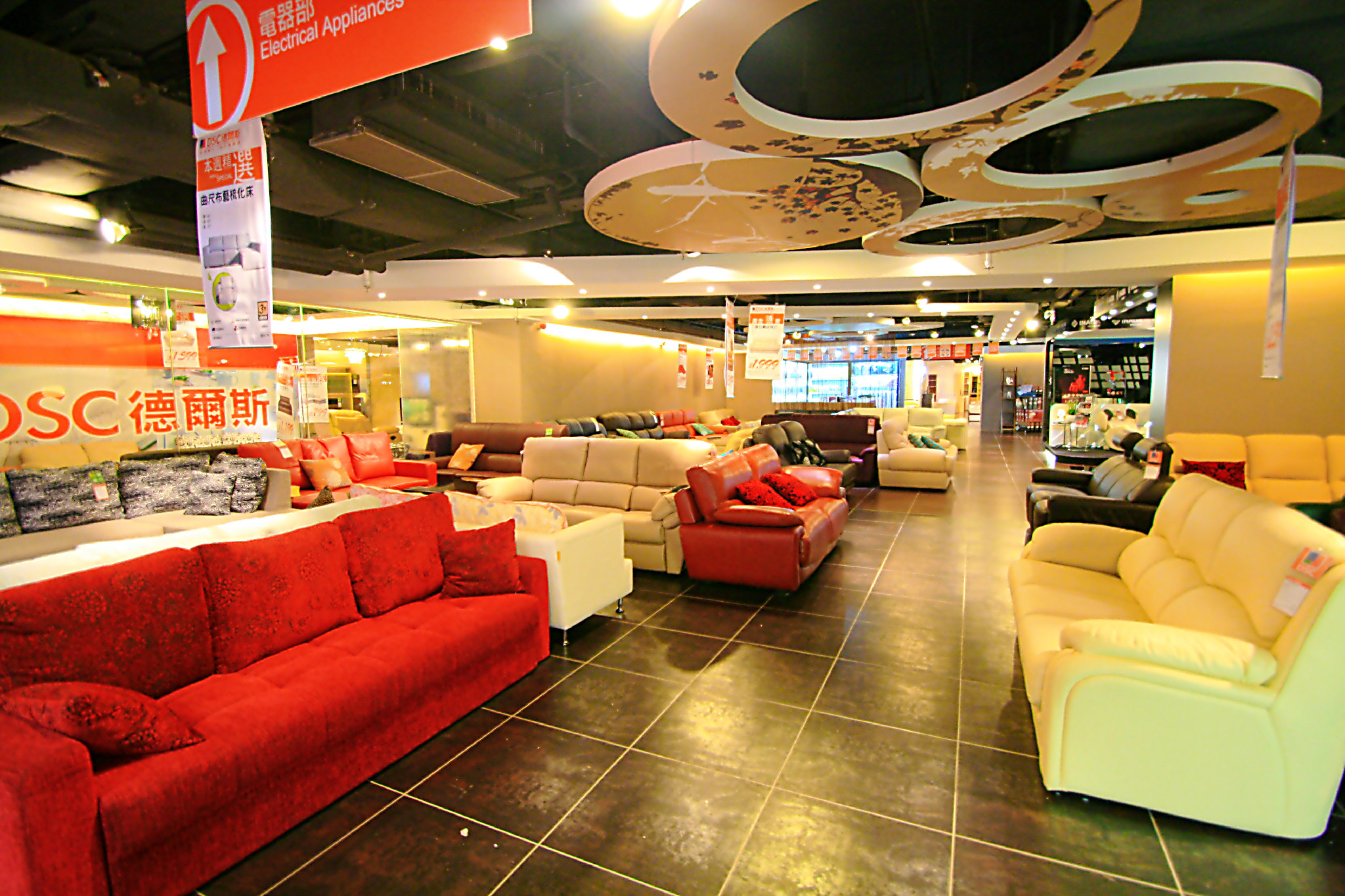
沙田分店傢俬部

DSC德爾斯（英語：DSC Direct Sale Centre，1997年－2015年8月3日），原名DSC直銷中心，1997年由許明順博士創立，是香港已結業家居連鎖店。DSC曾開設達18間分店，聘用約900位職員，主要銷售傢俬、櫥櫃、日用品、電器及電子產品等商品，並曾邀請藝人王賢誌及馬國明任代言人。到2015年8月3日，公司指由於經營困難，集團財政於2012至14年出現重大問題，所以董事會通過決議，正式結束營業，所有員工同日被遣散。

## 運作模式
公司直接向全球多達2,000家供應商及廠家取貨，再把產品轉售到消費者手中。由於過程省卻了批發、分銷這些中間人，加上擁有龐大的採購網絡及精確的成本控制，所以價格能訂在一個較同行為低的水平，從而吸引廣大的顧客。

## 集團历史
- 1997年，許明順看準市場機會，年投資近十萬港元成立DSC直銷中心，樓上舖佔地僅有600平方呎。當時員工只有許明順及其妻連惠賢。
- 2009年，改名為DSC德爾斯，並成立VIP送貨車隊。
- 2010年，引入日本保健按摩椅、專業驗配眼鏡。
- 2010年3月22日，登記成立直銷中心有限公司（Direct Sale Centre Limited），公司註冊編號1433823。
- 2014年，在觀塘apm首間DSC Lifestyle，除銷售平中價傢俬及電器外，還加入精品、飾品、家居設計的陳列室，貨品價錢一樣與其他DSC店一致，另加設飾品精品，韓國化妝品及日本食品開倉發售。
- 2015年8月3日，因財政問題宣佈全線結業，關閉全港14間分店。

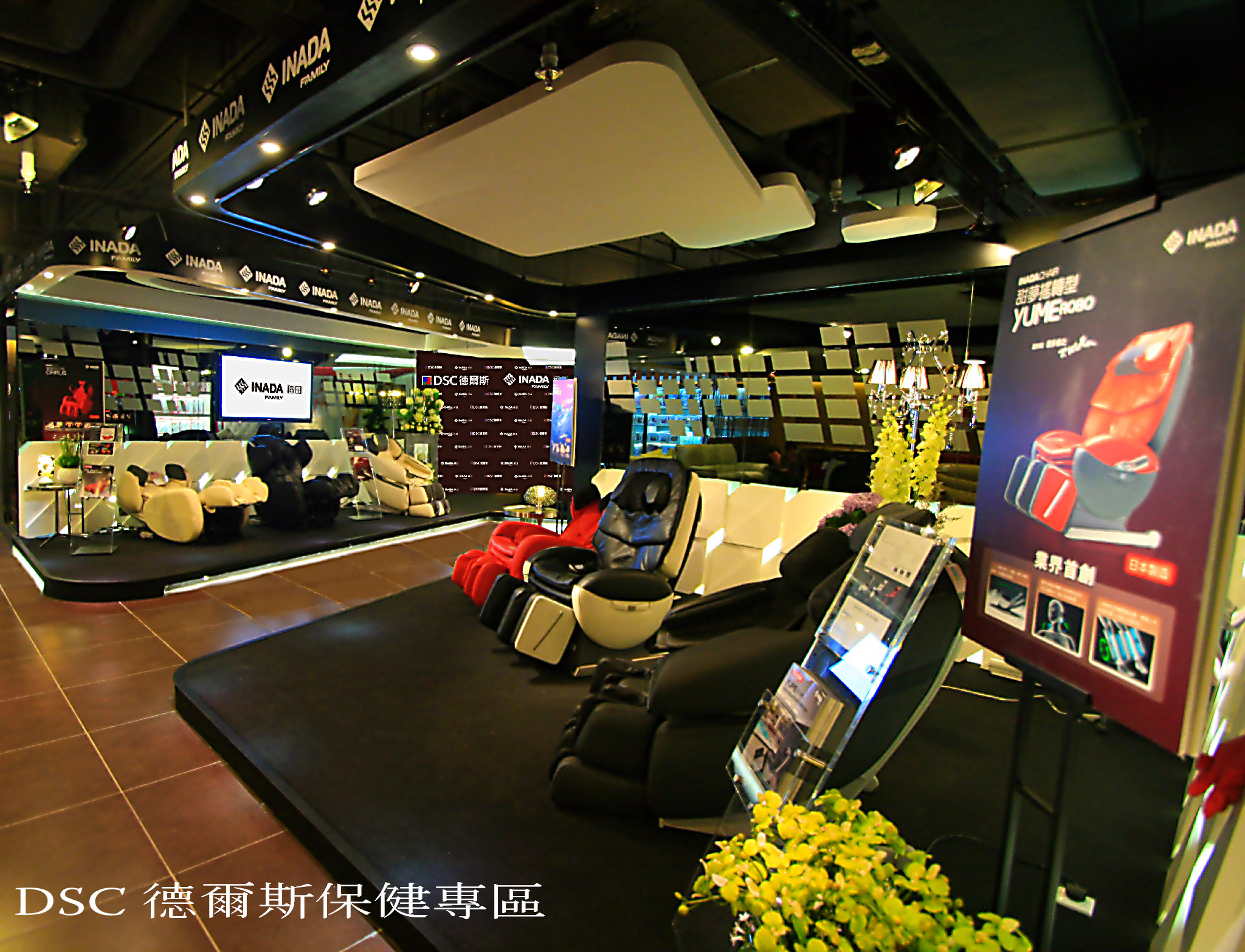
DSC德爾斯健康保健區
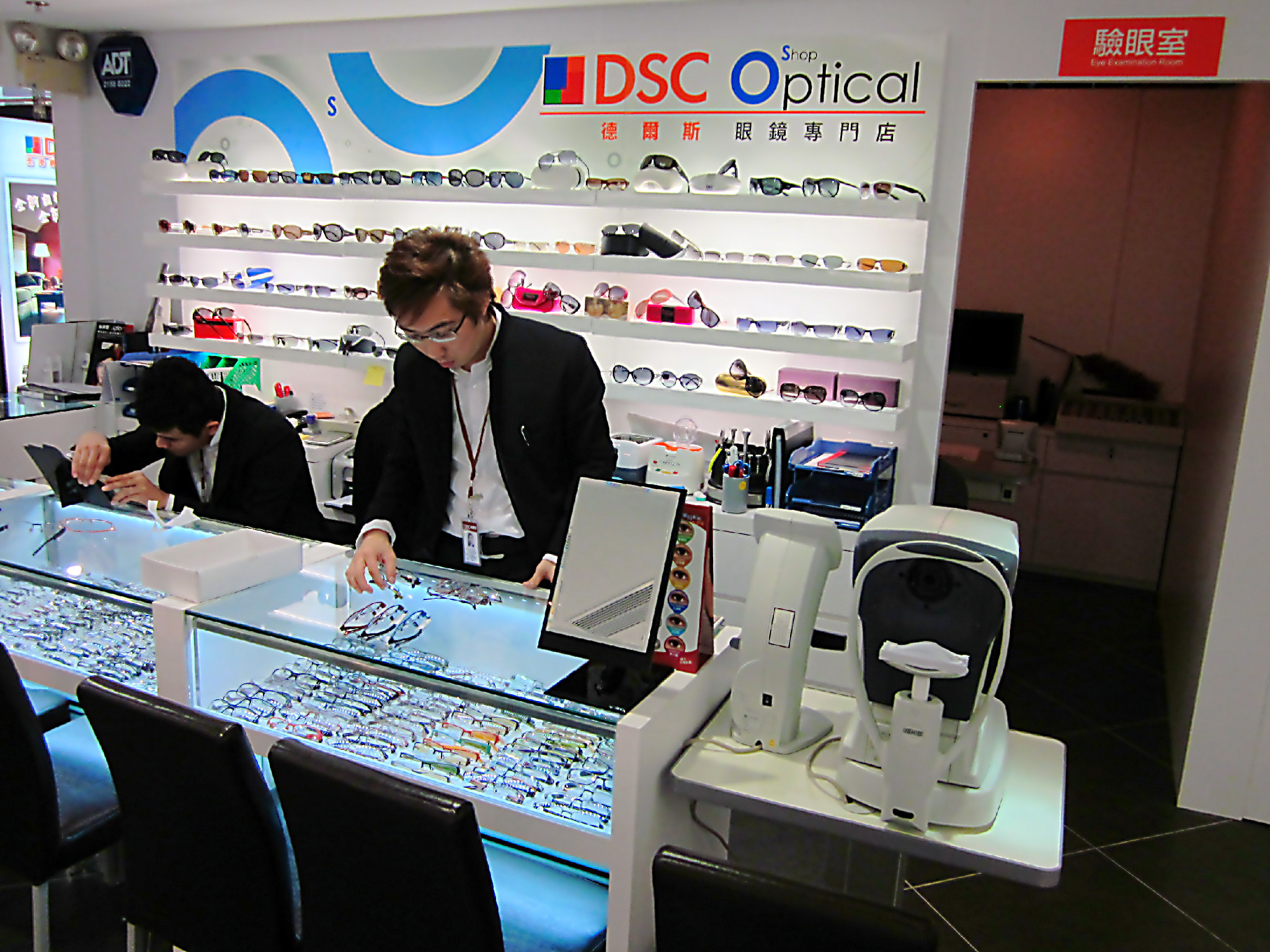
DSC 德爾斯眼鏡專門店
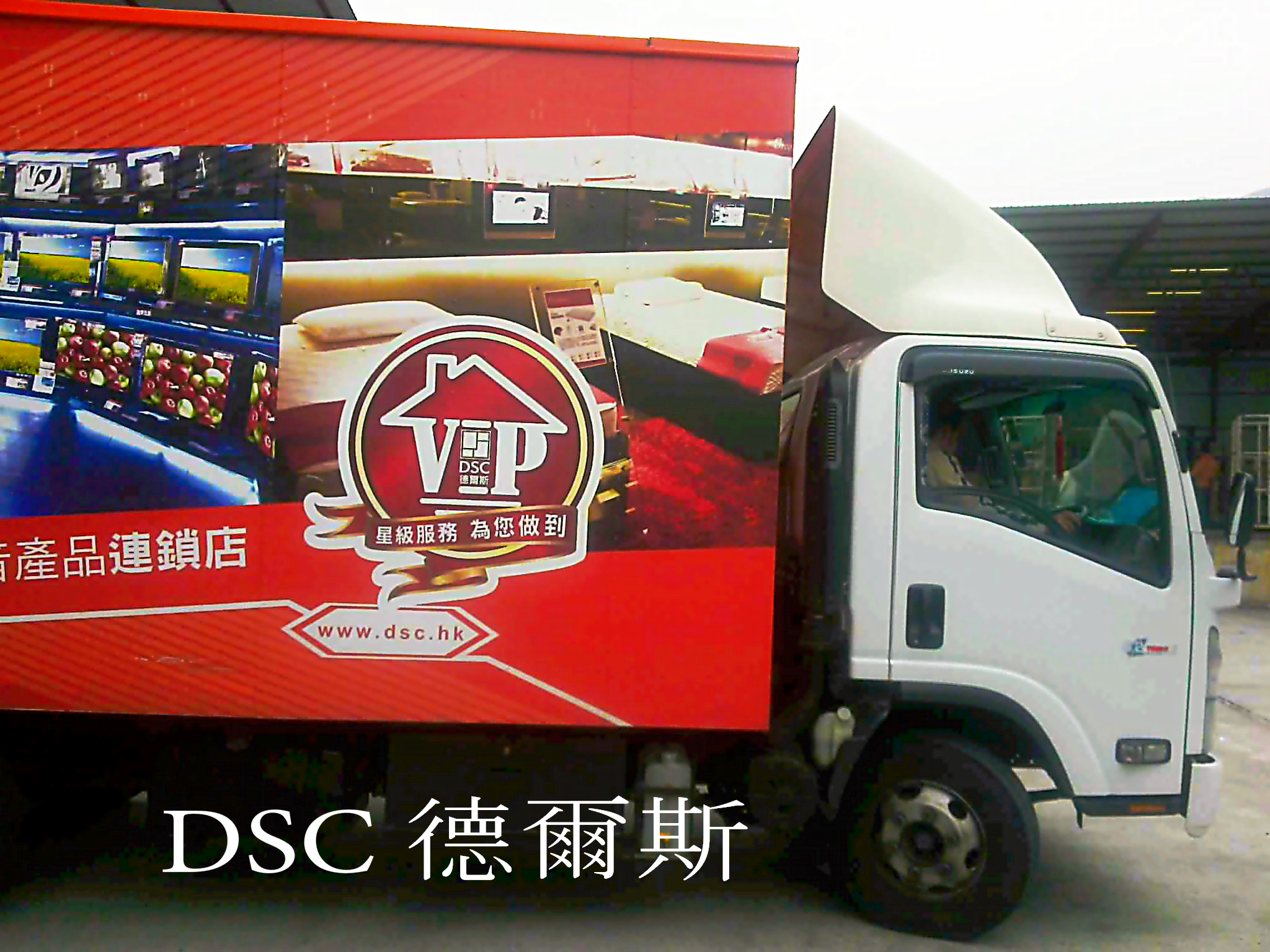
DSC德爾斯送貨車隊

## 問題

### 接獲多宗家電投訴
2009年10月，消費者委員會統計，首8個月共接獲1,579宗有關電器的投訴。有報道指過去3個月亦收到92宗電器投訴，涉及直銷中心出售的家電以及三星電視機居多。

### 逼員工夾錢維修扶手電梯
2010年1月，德爾斯位於屯門的分店，早前一部扶手電梯損壞，公司要求員工自行承擔9,000多元維修費，約16名員工被公司分期扣款，每人500多元。員工直指公司做法荒謬。員工透露，該店2009年也曾發生冷氣機損壞，而要求員工夾錢維修，當時員工反應激烈，公司最終沒有追收。DSC回應媒體查詢時承認做法不當，答應會準備向員工退回已扣款項。勞工處發言人表示，由於DSC是要求員工真金白銀夾錢，分期繳付維修費，並非扣薪，故不受《僱傭條例》規管。

### 被指拖欠數十萬外判運輸費
2015年3月，有媒體報道指德爾斯拖欠多間外判運輸公司由2015年1月起的送貨服務費用，估計涉款數十萬元，約20名貨車司機和跟車工人受影響。有外判貨車司機揚言，若3月中或之前仍未「找數」，將發動罷駛，拒絕送貨。德爾斯發言人回覆，有關事宜涉及德爾斯與外判運輸公司的合約問題，不便透露及評論。

## 面臨欠租及追討

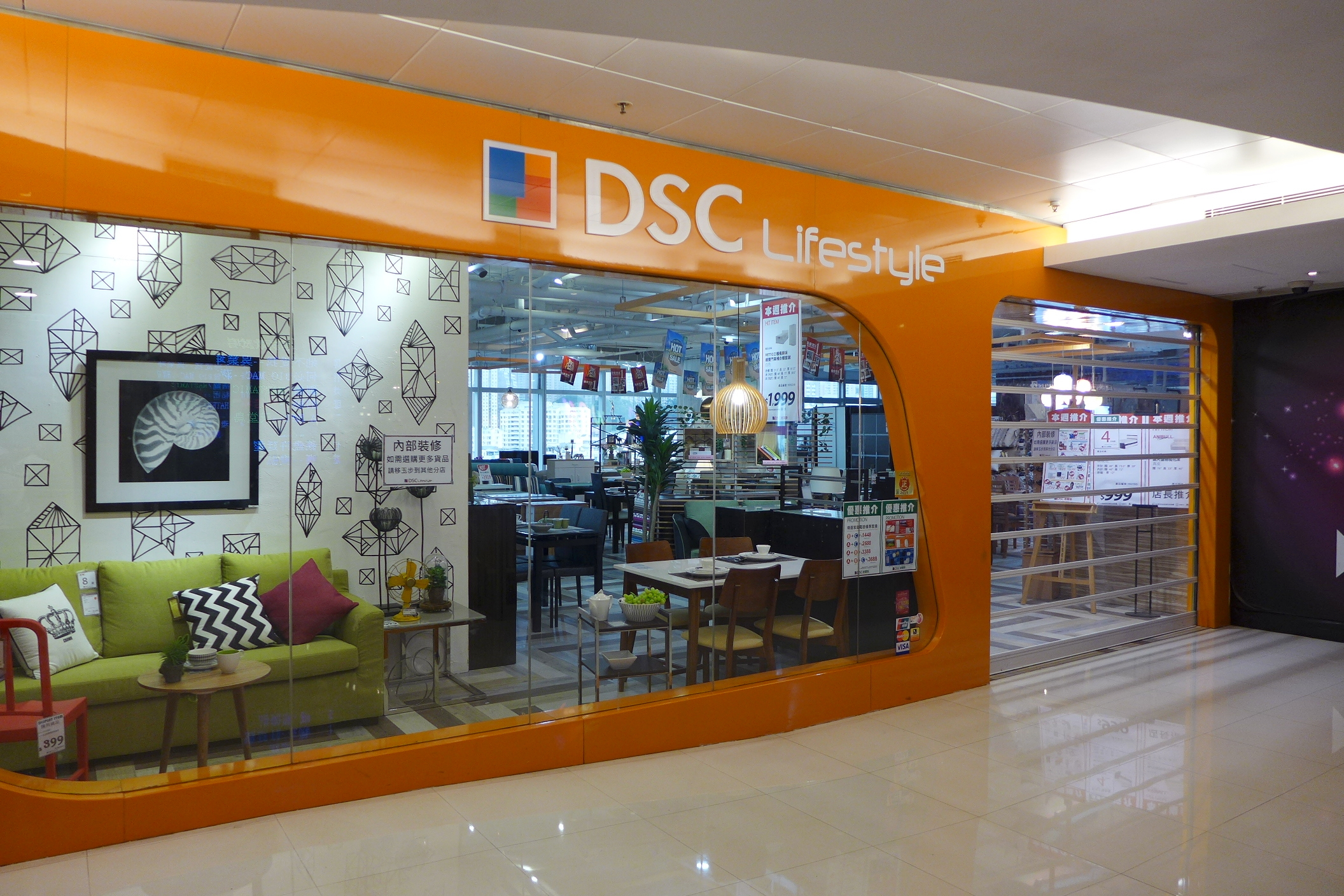
2015年7月27日起，觀塘apm分店已落閘，店外張貼出「裝修工程中，延遲開舖」的啓事

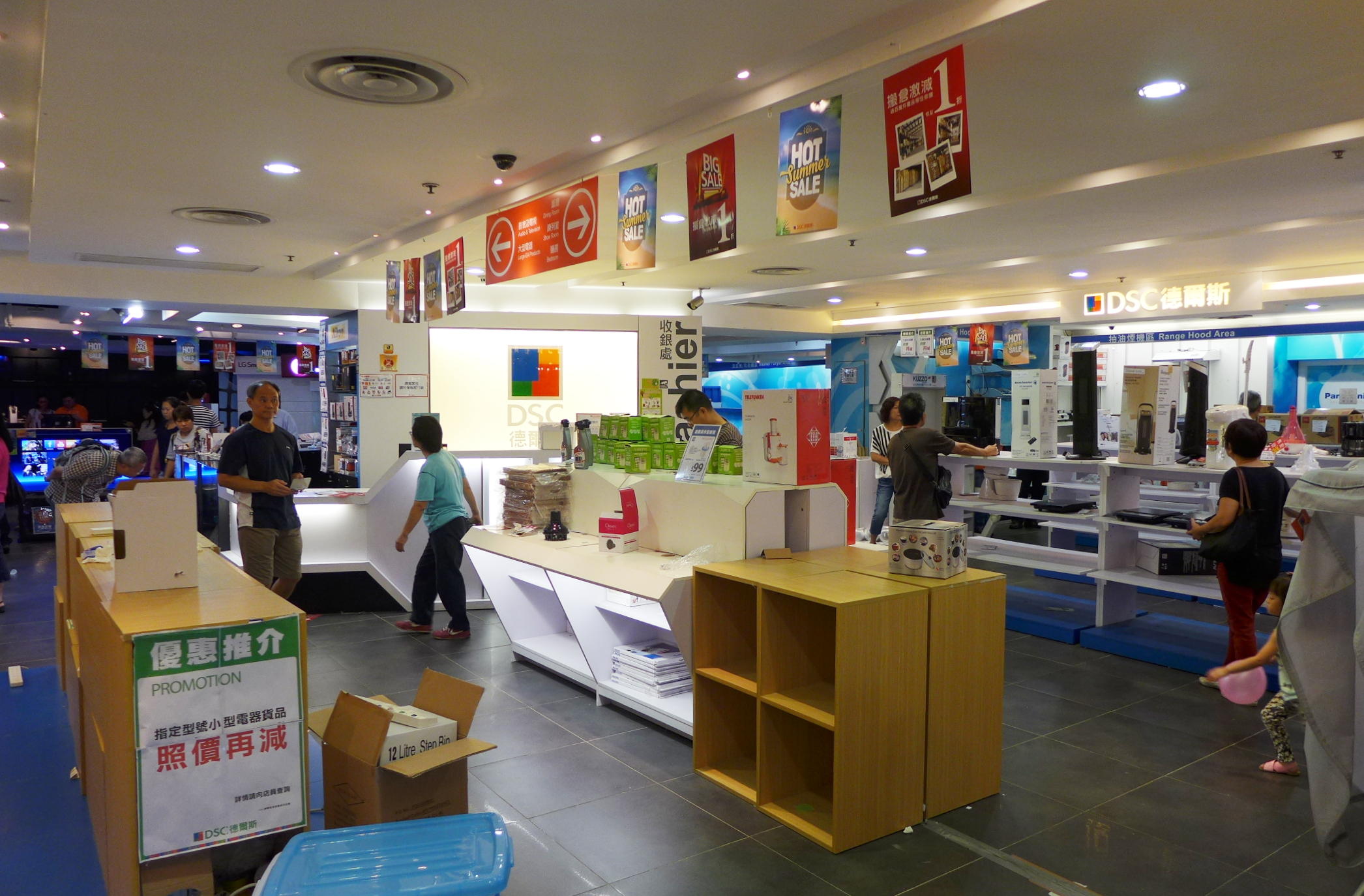
沙田連城廣場分店一片凌亂

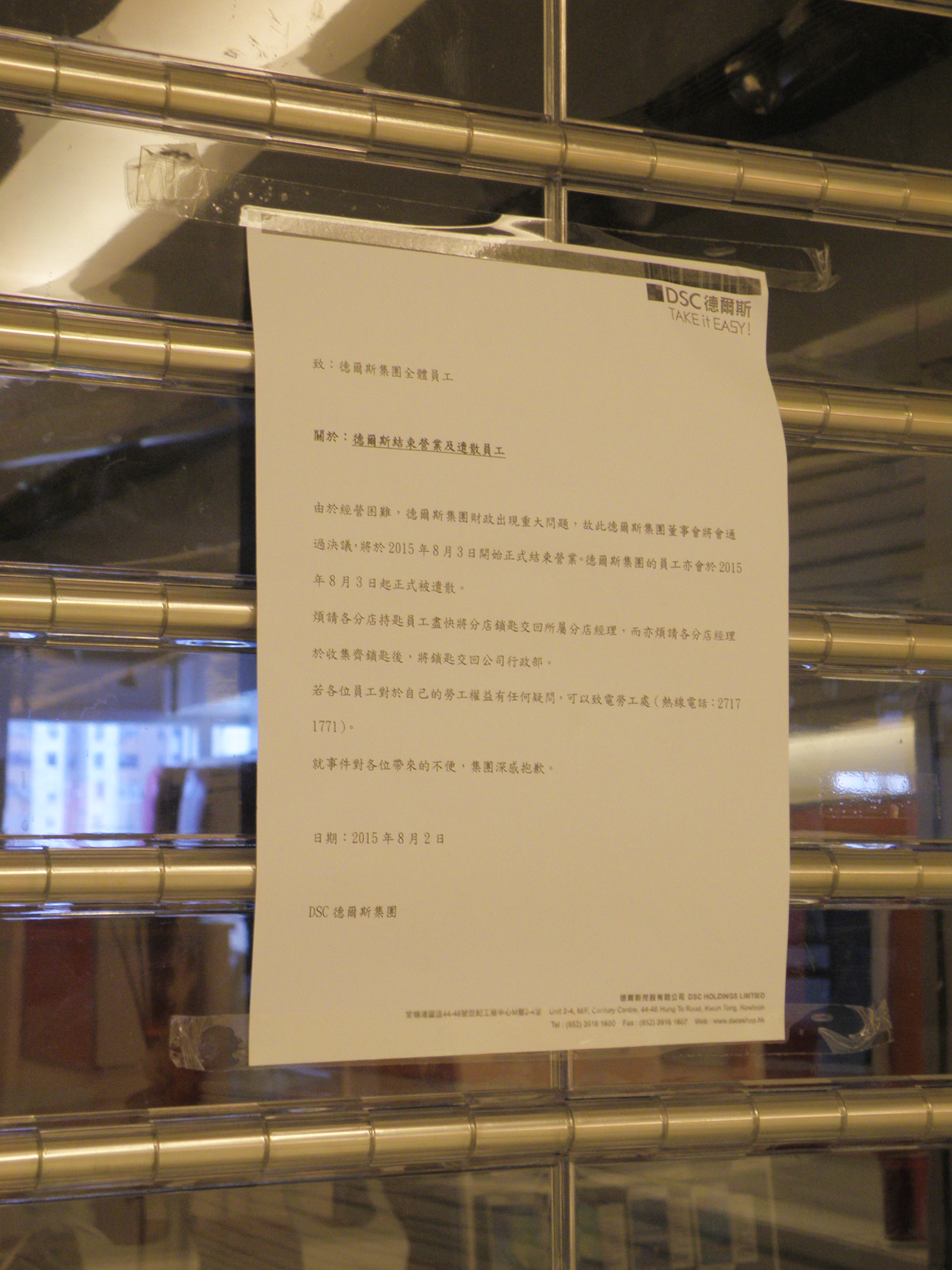
德爾斯結業通告

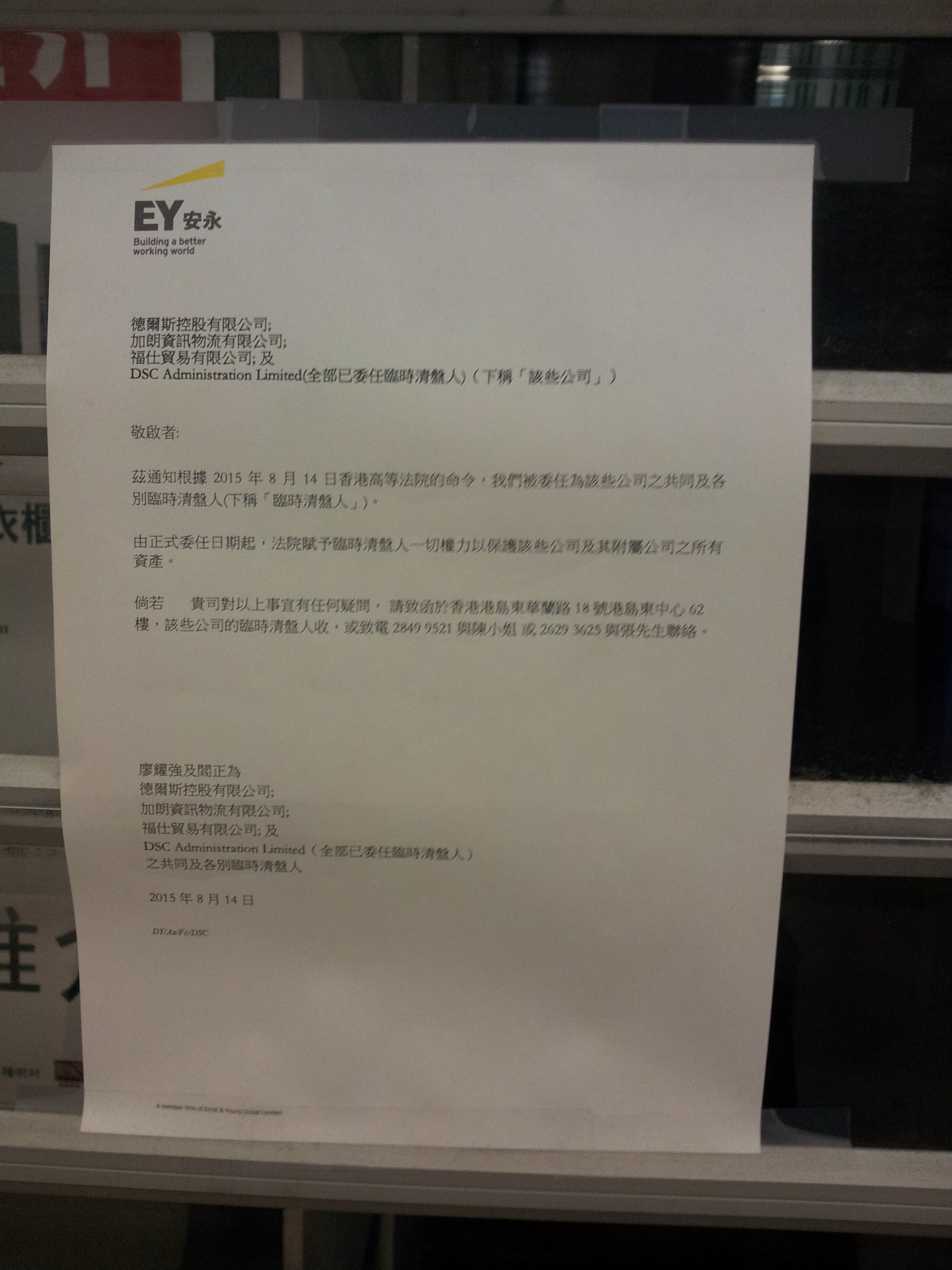
德爾斯臨時清盤人委任通告，表示安永香港的廖耀強及閻正為於2015年8月14日獲高等法院委任為德爾斯的臨時清盤人

2015年7月21日，德爾斯位於香港仔添喜大廈的分店，其業主入稟高等法院，指公司於2008至2009年簽下租約，以月租25萬至28萬元出租添喜大廈2至3樓單位及相關的廣告位置予對方，租約於2015年11月到期。惟德爾斯控股有限公司自2015年6月起欠租及雜費共逾67.5萬元。原告現要求被告即時清還，以及收回舖位和廣告位。
到7月27日，執達主任到過香港仔分店後，引發DSC全線分店下午出現「搶貨潮」。屯門、北角，上水，沙田、旺角及九龍灣的DSC分店均人頭湧湧，大批顧客在店內掃貨，不少陳列架空空如也。其中，旺角始創分店貼上「搬倉激減」的廣告，指貨品減至最低1折，收銀機前大排長龍。由於是全線大特價，所有貨品均只收現金。
而觀塘apm分店已落閘，店外張貼出「裝修工程中，延遲開舖」的啓事。
到7月30日，新屯門中心及沙田連城廣場分店的業主港鐵，亦入稟高等法院，追討德爾斯自今年6月開始，拖欠的租金連雜費分別逾44萬元及228萬，並要求德爾斯繳付利息及收舖。
製作公司海滴工作室於8月5日入稟區域法院，向德爾斯追討2014年10月至2015年2月，六筆約共9.5萬多元貨款。

## 結業
2015年8月3日，公司指由於經營困難，集團財政出現重大問題，所以董事會將會通過決議，正式結束營業，所有員工同日被遣散。有員工早上上班時發現店舖重門深鎖，大門張貼「結束及遣散員工」通告，籲有需要員工向勞工處求助。
其中約50名員工在中午前分別到屯門及旺角勞工處求助。有員工批評公司突然結業，做法不負責任。DSC位於觀塘鴻圖道辦公室，陸續有早前向DSC訂購傢俬電器的顧客，以及供應商到來追討貨款。有傢俬供應商稱被DSC拖欠數十萬元，但估計行內其他供應商共被欠款多達數千萬元。
截至8月6日，消委會共收到498宗投訴DSC結業的投訴，主要涉及已付款但未能收貨。而一名中年男子到將軍澳新都城第3期DSC門市追討貨物不果，情緒激動揮鐵鎚擊毀大門被捕。另有女顧客稱付了逾萬元買梳化未獲送貨，日前追問職員時，對方竟要她多付7,000元才確保送貨。
海關亦收到最少59宗懷疑涉及不良營商手法投訴，先後派員到觀塘apm商場的分店及辦公室調查。警方亦都接獲有市民報案，懷疑德爾斯明知沒有貨提供，但仍然收錢，已經交由商業罪案調查科，接手調查是否涉及欺詐成分。
許明順全家於8月2日晚已搬離喇沙利道寓所，但露台燈昨仍亮着。至8月6日，警方通緝創辦人許明順夫婦。
2015年8月14日，許明順夫婦入稟高等法院，申請自行將德爾斯控股有限公司（DSC Holdings Limited）、DSC Administration Limited、福仕貿易有限公司及加朗資訊物流有限公司（統稱「德爾斯集團」）強制清盤。同日，安永香港的廖耀強及閻正為獲高等法院委任為德爾斯集團的臨時清盤人。2015年10月28日，高等法院正式頒令德爾斯集團清盤。

## 外部連結
- www.dsc.hk DSC德爾斯（页面存档备份，存于）